# Кетон малины
Кетон малины ( 4-(4-гидроксифенил)-бутан-2-он) — вещество, содержащееся в ягодах малины и обычно использующееся для придания вкуса и аромата в пищевой и косметической промышленностях. Входит в состав многих пищевых продуктов, в частности содержится в малине, а также в ревене лекарственном. 

## Использование
Кетон малины иногда используется в парфюмерии, в косметике, а также как пищевая добавка для того, чтобы придавать продуктам фруктовый запах. Это один из самых дорогих компонентов, используемых в пищевой промышленности. Естественная смесь может стоить 20 000 долларов за килограмм. Синтетический кетон малины стоит дешевле, начиная от нескольких долларов. Хотя существуют некоторые вышедшие на рынок продукты для снижения веса, содержащие кетон малины, никаких клинических доказательств влияния на вес человека от кетона малины не существует.